# Brabazon-Kommission
Brabazon-Kommission war die Bezeichnung für zwei nacheinander einberufene Komitees, die sich mit der Zukunft der britischen zivilen Luftfahrt nach dem Ende des Zweiten Weltkrieges beschäftigten. Bedingt durch die Kriegsjahre hatte die englische Luftfahrtindustrie in der Entwicklung von mehrmotorigen Transportflugzeugen einen Rückstand von fünf Jahren aufzuholen.

## Vorgeschichte: Gerücht
Ein altes, aber hartnäckiges Gerücht besagt, es hätte ein für die Kriegsjahre geltendes Abkommen zwischen den USA und Großbritannien gegeben, wonach sämtliche militärischen Transportflugzeuge von den USA herzustellen seien. Für diese Behauptung gibt es jedoch keinen einzigen Beleg, weder als Vertrag noch auch nur als gemeinsame Notiz. Auch der im Komitee als dessen Sekretär federführende Peter Masefield stellte klar, dass eine solche Aufteilung niemals auch nur vorgeschlagen worden war, geschweige denn in Kraft trat.

## Erstes Komitee
Das erste, auf Anordnung von Premierminister Winston Churchill eingerichtete Komitee hatte sein Eröffnungstreffen am 23. Dezember 1942 und berichtete nach sechs Wochen Beratungszeit dem Kabinett am 6. Februar 1943. Es empfahl – als Interimslösungen – vier zivile Flugzeugtypen, die relativ schnell aus vorhandenen militärischen Typen entwickelt werden könnten:
- Avro Tudor, entwickelt aus dem Bomber Avro Lancaster
- Avro York, aus dem schweren Langstreckenbomber Avro Lincoln
- Handley Page Hermes, aus dem Bomber Handley Page Halifax
- Short Sandringham, aus dem Flugboot Short Sunderland.

Die hierfür ursprünglich ebenfalls vorgesehene Vickers Warwick wurde fallen gelassen.

## Zweites Komitee
Das zweite Komitee wurde am 25. Mai 1943 eingerichtet und gab seine Vorschläge im November 1943 bekannt. Insgesamt wurden bis zum Dezember 1945 etwa 60 Treffen des Komitees mit Vertretern der BOAC und später auch unter Beteiligung von Herstellern durchgeführt.
Die Leitung hatte in beiden Fällen einer der Pioniere der englischen Luftfahrt, nämlich John Moore-Brabazon, 1. Baron Brabazon of Tara inne. Entsprechend konservativ fielen zu Anfang die Vorschläge aus.
Es wurden zunächst vier Anforderungsprofile für die Nachkriegsluftfahrt als wichtig definiert, ein fünfter Typ wurde später hinzugefügt:

### Die Typkategorien und ihre entstandenen Muster
| Bezeichnung | Air Ministry Specification (erst später zugeordnet) | Beschreibung | Daraus entstandenes Flugzeug                                    |
| ----------- | --------------------------------------------------- | --- | --------------------------------------------------------------- |
| Typ I       | 2/44 bzw. 2/46                                      | Ein luxuriöses Transatlantikflugzeug für Verbindungen zwischen London und New York | Bristol Brabazon I bzw. Brabazon II, Miles X-15 (nicht gebaut)  |
| Typ IIA     | C.25/43                                             | Ein Mittelstrecken-Zubringerflugzeug mit Kolbenmotoren als Ersatz für die weit verbreitete Douglas DC-3. Die Aufteilung in IIA und IIB erfolgte erst später. | Airspeed Ambassador                                             |
| Typ IIB     | C.16/46                                             | Ein Mittelstrecken-Zubringerflugzeug mit Turbopropmotoren | Vickers Viscount bzw. Armstrong Whitworth Apollo (nur 2 gebaut) |
| Typ III/1   | 6/45                                                | Großes Mittelstreckenverkehrsflugzeug, um die Empire-Routen zu bedienen | kein resultierender Entwurf                                     |
| Typ III/2   | 2/47                                                | Großes Mittelstreckenverkehrsflugzeug, um die Empire-Routen zu bedienen | Bristol Britannia                                               |
| Typ IV      | 20/44                                               | Hochgeschwindigkeits-Turbinenstrahl-Verkehrsflugzeug | De Havilland DH.106 Comet                                       |
| Typ VA      | 18/44                                               | Ein Mittelstrecken-Zubringerflugzeug mit Kolbenmotoren und 14 Passagiersitzen. Der Typ V wurde eingeführt, um die ursprünglichen Anforderungen an ein Zubringerflugzeug des Typs II wieder aufzunehmen, nachdem sich aus Typ II wesentlich größere Entwürfe als ursprünglich geplant ergeben hatten. | Miles Marathon                                                  |
| Typ VB      | 26/43                                               | Ein achtsitziges Kurzstrecken-Zubringerflugzeug mit Kolbenmotoren, als Ersatz für die De Havilland DH.89 Dragon Rapide. | De Havilland DH.104 Dove                                        |

### Verlauf der einzelnen Projekte
- Die luxuriöse Bristol Brabazon war ein völliger Fehlschlag; es flog nur ein einziger Prototyp.
- Die Comet wurde anfangs begeistert aufgenommen, erlitt aber aufgrund damals noch zu erforschender Probleme der Materialermüdung nach den damit verbundenen Abstürzen einen Rückschlag um mehrere Jahre.[7]
- Die Vickers Viscount wurde mit 445 gebauten Exemplaren das erfolgreichste größere britische Verkehrsflugzeug.
- Die Bristol Britannia kam nach langem Gezänk zwischen BOAC und den Ministerien viel zu spät auf den Markt. Im Jahr 1958 waren erst 34 Stück produziert worden, während im selben Jahr schon die ersten konkurrenzfähigen Langstrecken-Jets Boeing 707 und Douglas DC-8 ihre Erstflüge absolviert hatten.
- Von der Miles Marathon wurden nur 43 Stück gebaut, nachdem British European Airways ihren Auftrag über 25 Exemplare storniert hatte. Die meisten wurden schließlich von der Royal Air Force übernommen.
- Die de Havilland Dove konnte sich sehr gut behaupten: von ihr wurden bis 1966 insgesamt 544 Stück gebaut.

Die durch teilweise jahrelange Diskussionen zwischen den Ministerien, den Herstellern sowie BOAC und British European Airways verschleppten Vorschläge der Brabazon-Kommission sorgten letztlich dafür, dass die britische Luftfahrt ihre Vormachtstellung einbüßte, die darauf folgend von den USA und der UdSSR eingenommen wurde.